# Camarote

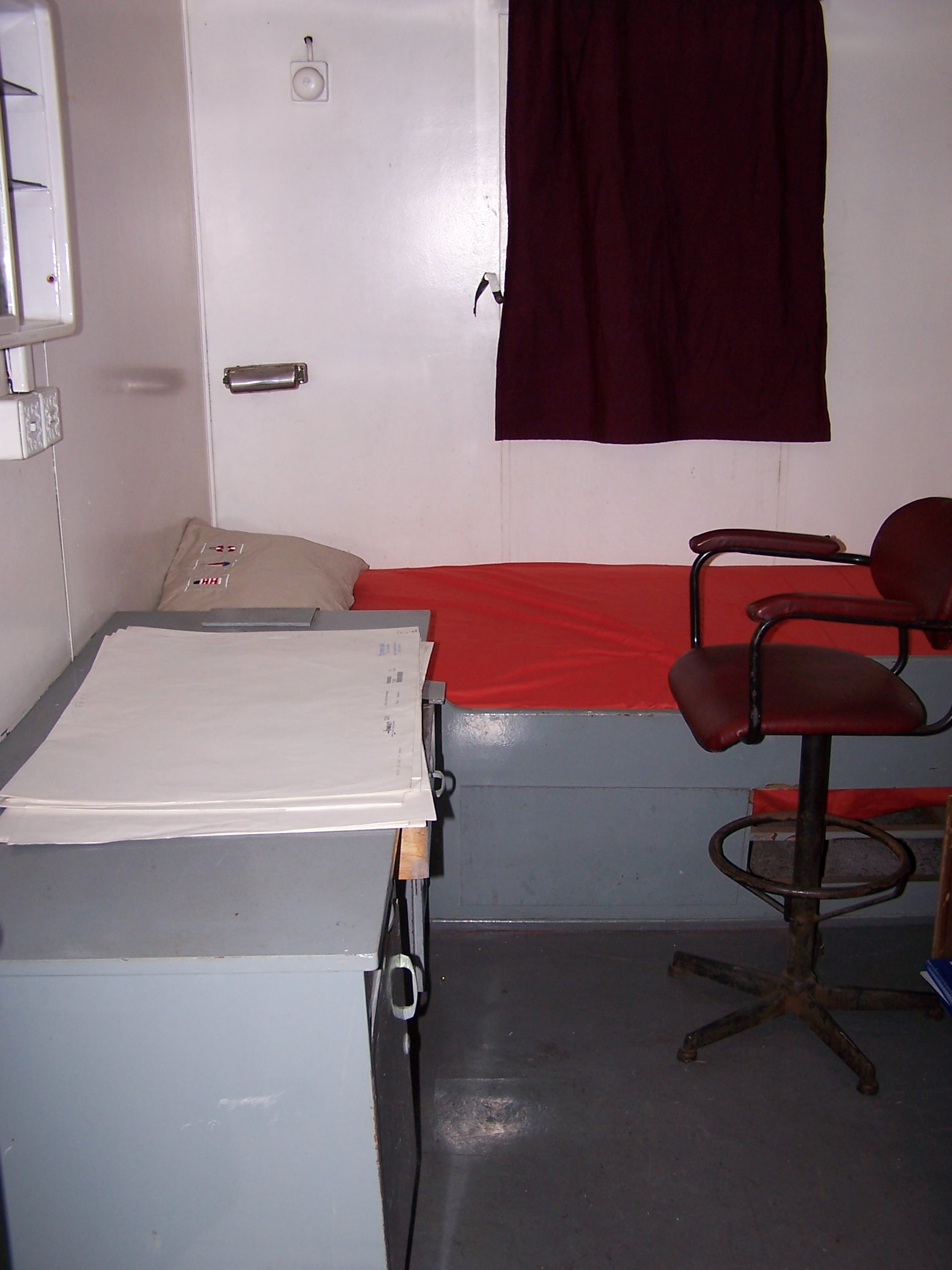
Vista del interior de un modesto camarote.

Camarote es un compartimento de un barco donde se ubican camas o literas para alojamiento, compartido o individual, de sus tripulantes o pasajeros. 
Los camarotes varían de tamaño y confort según el tipo de embarcación. Los más frugales constan de un camastro, un pequeño escritorio y un mueble para los efectos personales de la gente de mar. 
Los camarotes que están dispuestos sobre el exterior del casillaje tienen un ojo de buey para ventilación e iluminación con luz natural.
No debe confundirse con el mueble del mismo nombre, con el que se conoce a la litera.
En el norte de España se lo conoce por ese nombre al igual que en el País Vasco más concreta mente se llama camarote al desván de una casa o el espacio sobrante bajo la cubierta o tejado de la casa.

## Imágenes

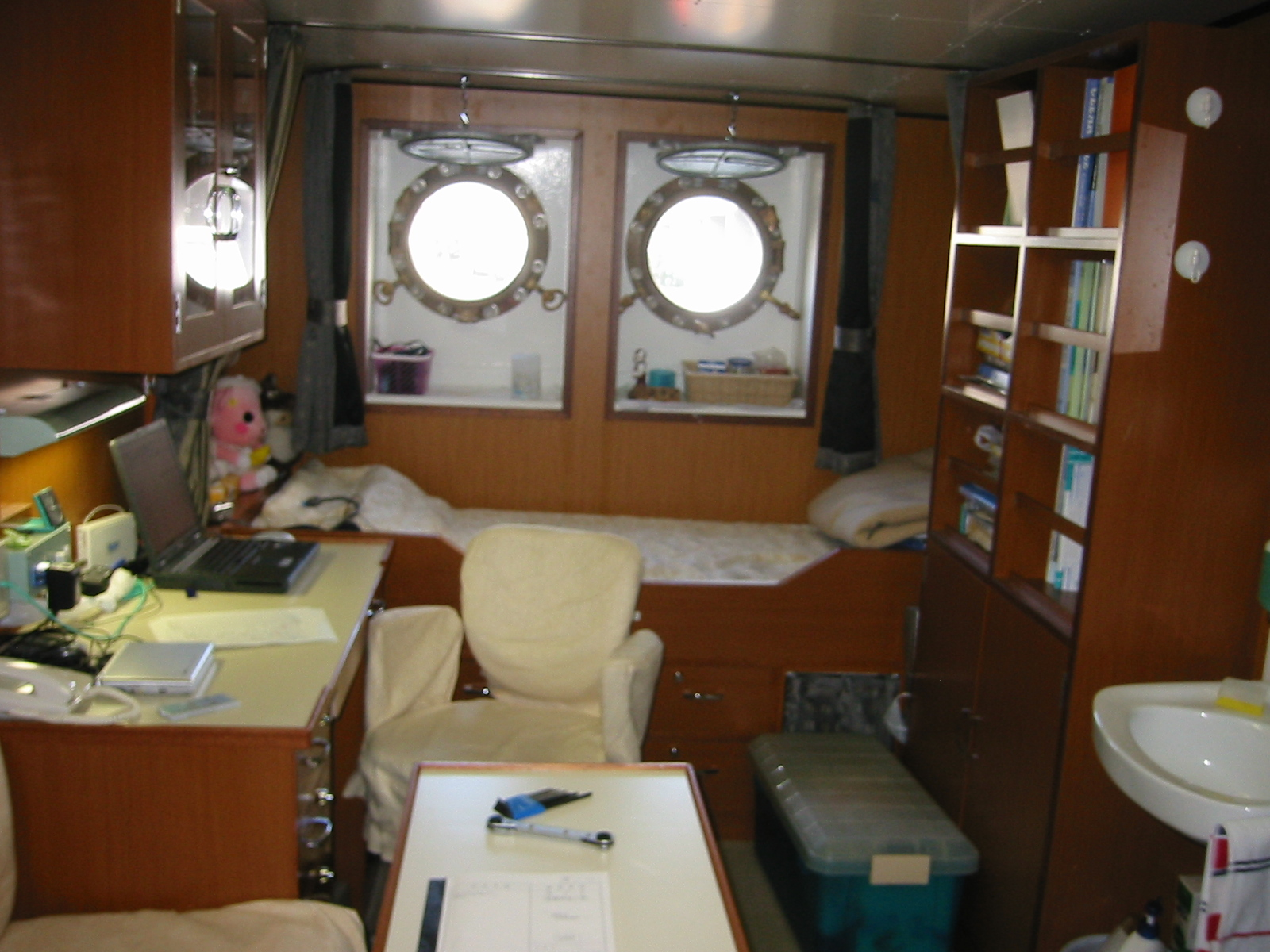
Interior de un camarote.

- Datos: Q1416670
- Multimedia: Berths (sleeping) / Q1416670